# Aangepaste dienstregeling in Nederland

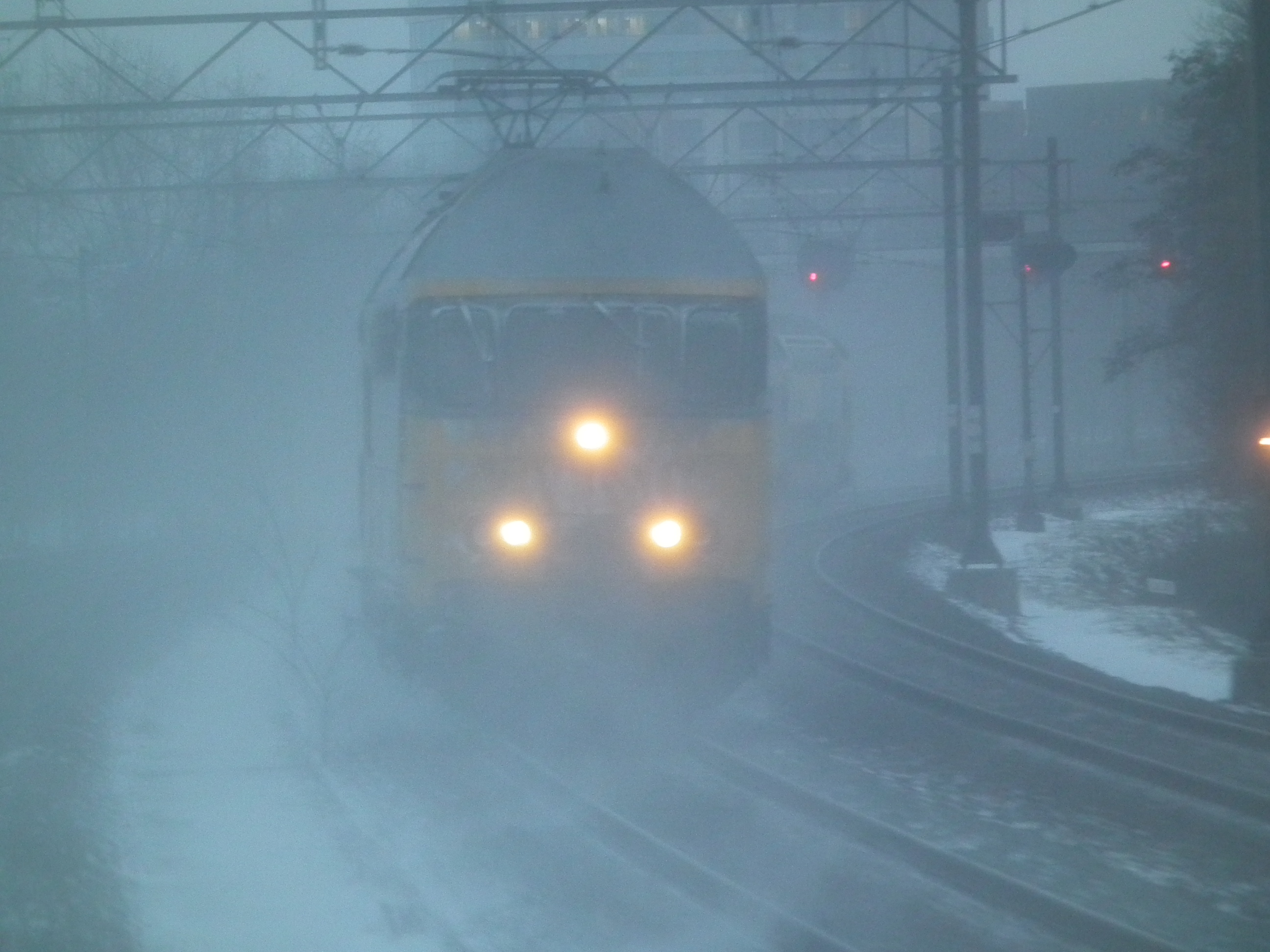
Stuifsneeuw

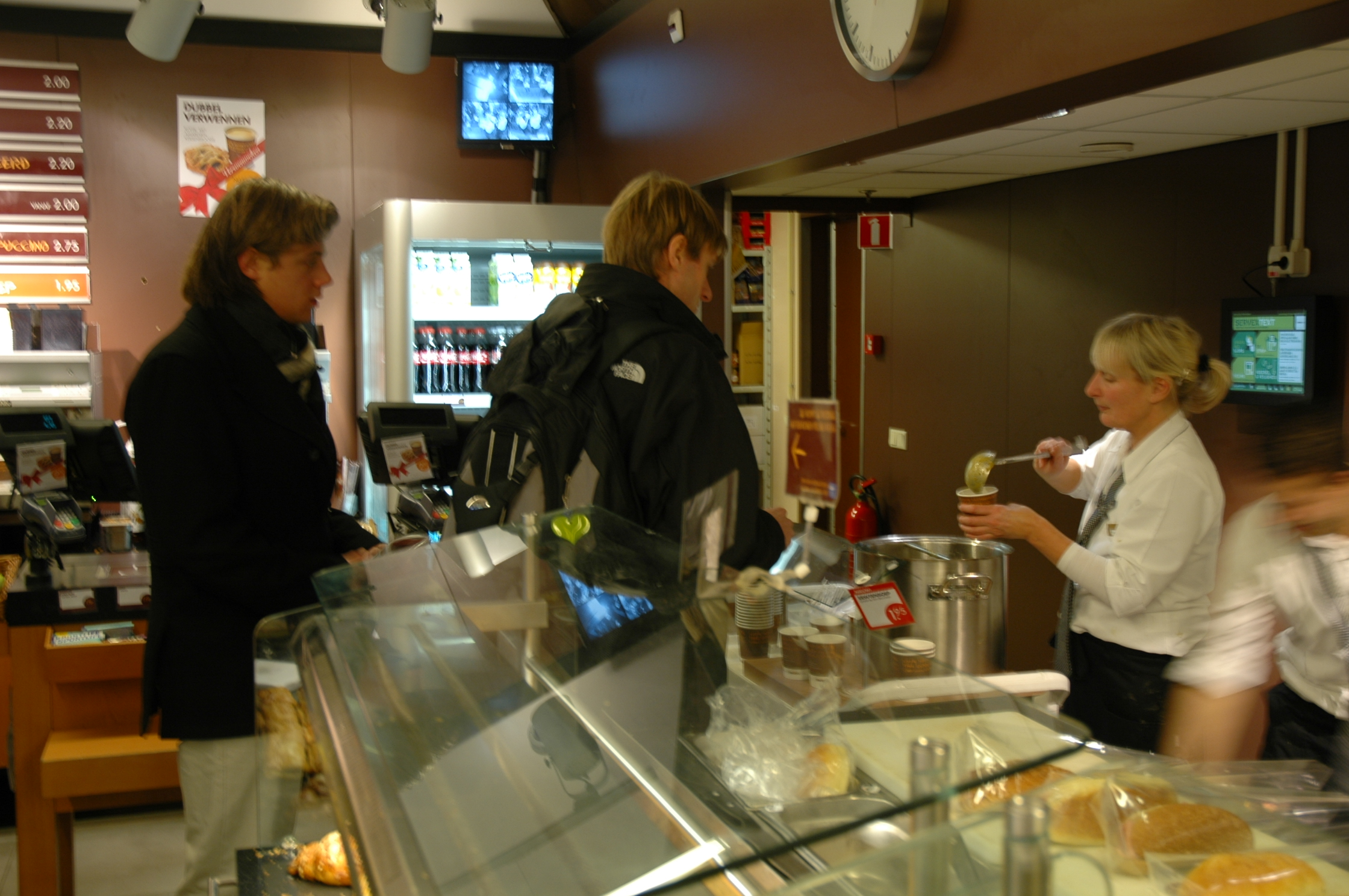
Uitdelen gratis erwtensoep

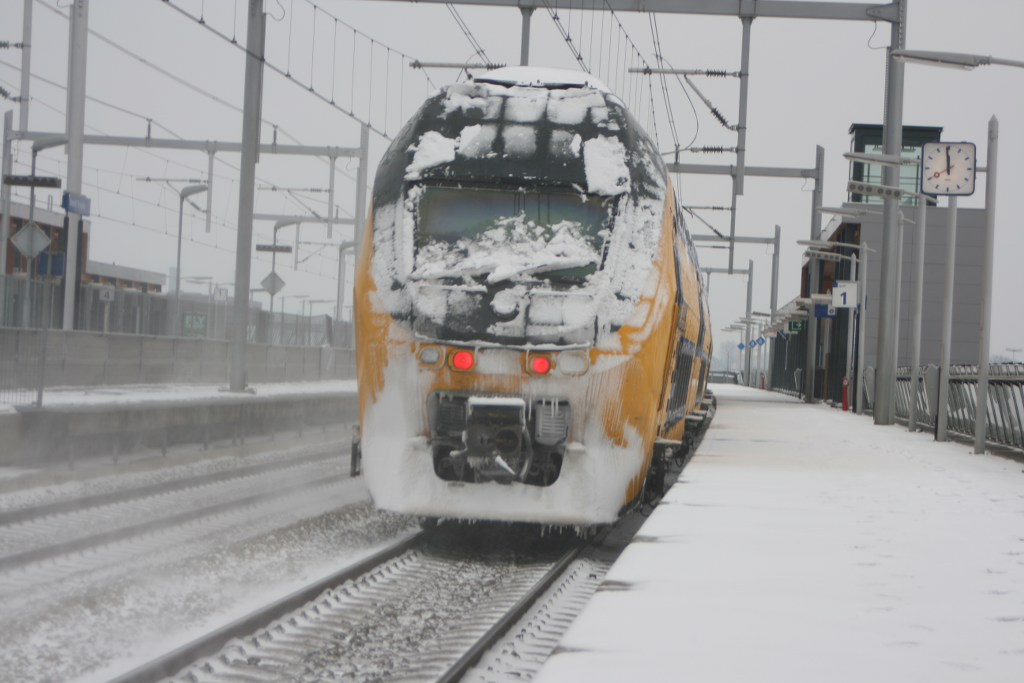
"IJzige" trein passeert Utrecht Terwijde in de winter van 2009

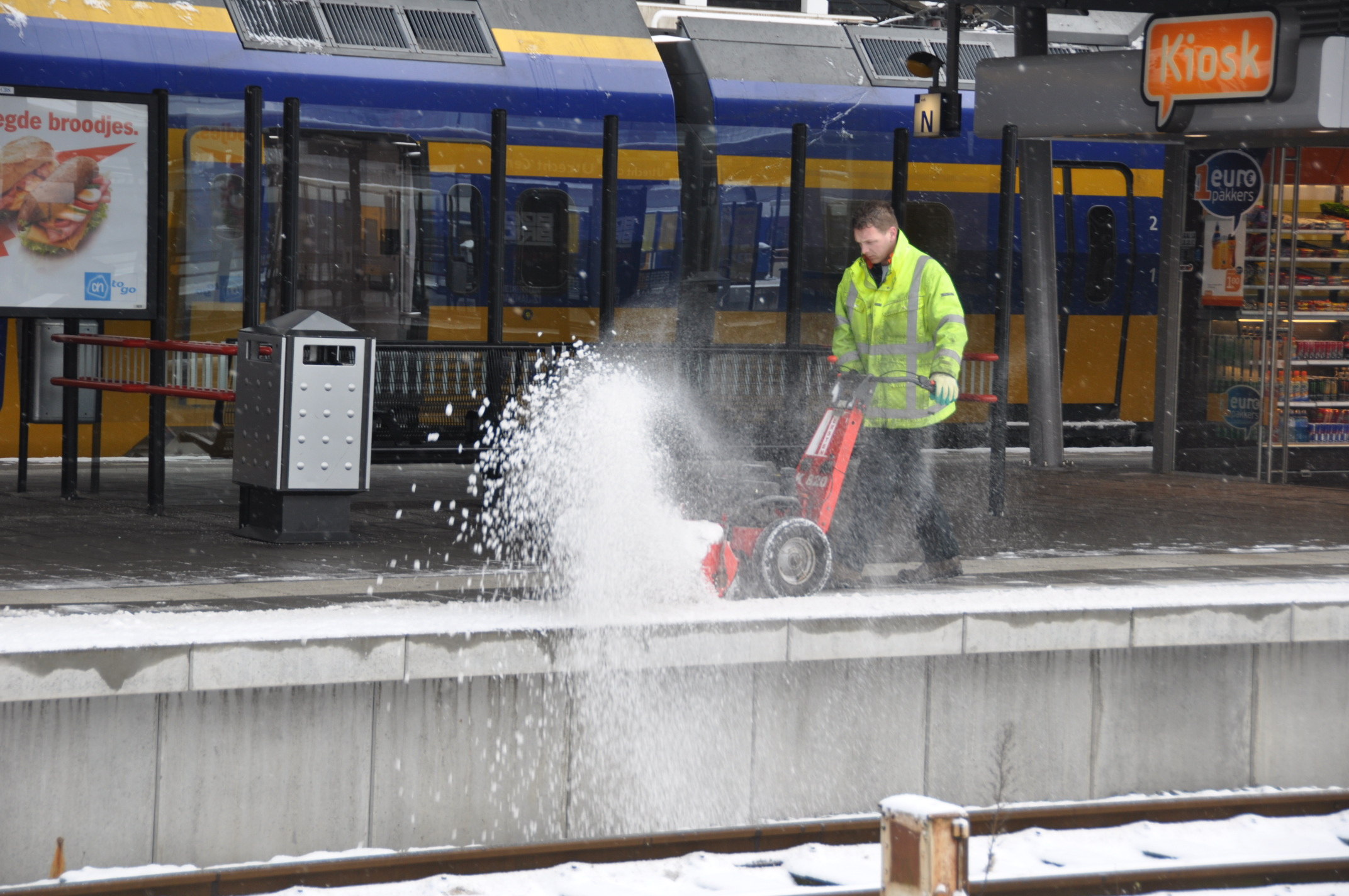
Sneeuwschuiver op Station Utrecht Centraal

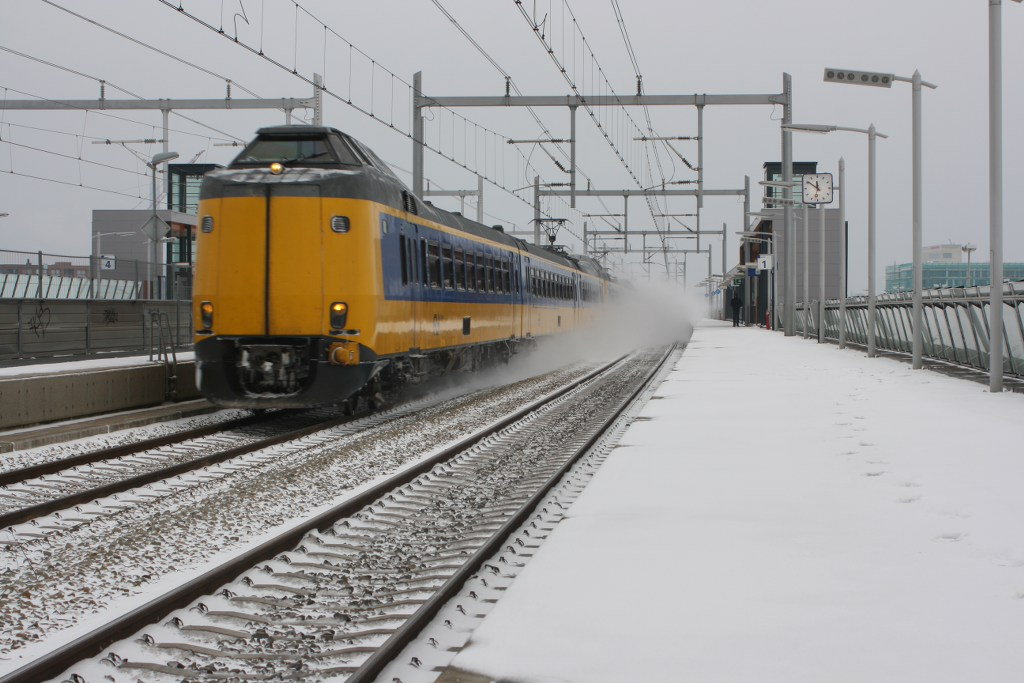
Intercity naar Rotterdam passeert Utrecht Terwijde in de winter van 2009

Het begrip aangepaste dienstregeling of winterdienstregeling heeft naast de algemene ook een specifieke betekenis in relatie tot de dienstregeling van de NS in het geval van een kans op, c.q. aanwezigheid van, bijzondere weersomstandigheden zoals storm, vallende bladeren, hitte, sneeuwval of strenge vorst.

## Opzet
Zo'n aangepaste dienstregeling, die door vervoerder NS en spoorbeheerder ProRail intern Landelijk Uitgedunde Dienstregeling of LUD genoemd wordt, treedt sinds 2012 in ieder geval in werking bij kans op 3 (m.i.v. 2013/2014 1,5) centimeter sneeuw en/of temperaturen van tien graden onder nul. Maar in geval van andere bijzondere weersomstandigheden kan ook tot aanpassing van de dienstregeling worden overgegaan. Op de meeste trajecten worden kwartierdiensten dan teruggebracht tot halfuurdiensten. Ook moeten reizigers soms rekening houden met een extra overstap vanwege het inkorten van trajecten. Zo mogelijk worden treinen verlengd. De aangepaste dienstregeling kan ook beperkt blijven tot een gedeelte van het land.
In beginsel wordt een aangepaste dienstregeling de dag tevoren aangekondigd, maar het besluit kan ook op de dag zelf genomen worden. Het omgekeerde (op de dag zelf terugkeren naar de normale dienstregeling) zou organisatorisch onmogelijk zijn.
De reden voor zulke aanpassingen is dat de intensieve dienstregeling in Nederland, meer dan in andere landen, beschouwd wordt als kwetsbaar voor bijzondere weersomstandigheden. Zo kunnen door uitval van wisselverwarming wissels niet langer bediend worden, of er ontstaan wisselstoringen ten gevolge van klompen ijs die onder een trein afbreken. Treinen kunnen last hebben van onder meer stuifsneeuw die de motoren bereikt. Ook kan vertraging ontstaan doordat machinisten rekening moeten houden met een langere remweg en daarom langzamer de stations binnenrijden. Verstoringen leiden vervolgens tot andere, waardoor de dienstregeling als totaal verstoord raakt, mede door de afstemmingsproblemen tussen ProRail en vervoerders. Ook het op de juiste plaats en tijd combineren van machinist en conducteur met hun (volgende) trein gaat al snel mis, doordat bij de NS het personeel tijdens een dienst veelvuldig wisselt van trein. Om het risico op verstoringen te verkleinen, laat men op voorhand een groot aantal treinen uitvallen. Men noemt dit "rijden volgens een aangepaste dienstregeling". Het effect voor de passagiers is nog steeds negatief: minder frequente verbindingen en vaak overvolle treinen op momenten waarop de vervoersbehoefte door de weersomstandigheden juist groot is.
Op het gebruik van een aangepaste dienstregeling wordt door onder meer reizigersorganisatie Rover kritiek geuit. Men is van mening dat de treinenloop te gemakkelijk, onnodig en te lang wordt verminderd met circa twintig procent. Vooral in de Randstad, waar de meeste treinen vervallen, worden vaak klachten ontvangen over overvolle treinen en achterblijvende reizigers. Landelijk zijn er circa 20% minder treinen, maar in de 'brede' Randstad is het zo’n 50% minder, terwijl de reizigersaantallen ongeveer gelijk blijven. Veel klachten gaan over de Flevolijn, Leiden-Den Haag en de Zaanlijn.
Anderzijds zou er uit het buitenland veel belangstelling zijn voor de flexibele wijze waarop de dienstregeling door NS en ProRail kan worden aangepast.

## Winter 2012/2013
Nadat reizigers in de winters van 2010 tot 2012 te maken kregen met lange vertragingen en onvoldoende reisinformatie door uitval of beperkt functioneren van delen van het spoorsysteem, hebben NS, ProRail en het Ministerie van Infrastructuur en Milieu in het Programma winterweer op het spoor een plan opgesteld voor de aanpak van specifiek winterse zaken. Daarnaast zal er ook worden gestreefd naar algemene verbeteringen.
Specifiek voor de winterse omstandigheden is het (meerjaren)streven gericht op het bereiken van "een situatie waarin onder (vrijwel) alle omstandigheden betrouwbaar vervoer en goede reisinformatie aan de reiziger wordt gegeven". NS en ProRail willen hun bedrijfsvoering "radicaal" verbeteren door meer aandacht voor drie zaken:
- kortere reistijden door het optimaliseren van rechtstreekse verbindingen zonder overstap, het verhogen van frequenties, gebruikmaken van de toegestane maximumsnelheid en waar mogelijk het verhogen van de snelheid;
- een betrouwbaardere dienstverlening door het minimaliseren van het optreden van verstoringen en van de impact daarvan;
- betere reiservaring door andere en betere reisinformatie en comfortabele, veilige en schone stations en treinen.

Doelstelling is dit resultaat te bereiken op iedere dag van het jaar, met of zonder winterse omstandigheden. De aanpak en resultaten worden gevolgd door het Ministerie van Infrastructuur en Milieu, maar ook door de Tweede Kamer.
Voor de winter van 2012/2013 werd een aangepaste dienstregeling, die door vervoerder NS en spoorbeheerder ProRail intern Landelijk Uitgedunde Dienstregeling of LUD genoemd wordt, volgens de criteria van NS en Prorail in werking gesteld bij enige kans op 3 centimeter sneeuw en/of temperaturen van tien graden onder nul. Op de meeste trajecten zouden kwartierdiensten dan teruggebracht worden tot halfuurdiensten. Ook zouden reizigers soms rekening moeten houden met een extra overstap vanwege het inkorten van trajecten. Zo mogelijk worden treinen verlengd. De aangepaste dienstregeling kon ook beperkt blijven tot een gedeelte van het land. Bij de toepassing van de Aangepaste dienstregeling door NS en ProRail blijven de vervoerders Arriva, Connexxion, Breng, Veolia en Syntus rijden volgens hun normale dienstregeling.
De aanpassingen bij de NS waren in de winter van 2012/2013 op 7 en 8 december 2012 en op 15, 16, 17, 20, 21, 22, 23 en 24 januari, en op 6 en 14 februari 2013 (in totaal op 12 dagen) als volgt:
Minder intercity's
- Enkhuizen - Amsterdam - Amersfoort - Deventer: één keer per 2 uur rijdt de intercity Amsterdam - Berlijn wel
- Amsterdam - Den Haag - Rotterdam - Dordrecht
- Amsterdam - Vlissingen: niet rechtstreeks
- Den Haag - Schiphol - Lelystad: niet rechtstreeks
- Den Haag - Utrecht
- Heerlen - Sittard
- Nijmegen - Utrecht - Schiphol
- Rotterdam - Utrecht
- Sittard - Utrecht - Amsterdam - Alkmaar

Minder sprinters
- Amsterdam - Uitgeest
- Hoofddorp - Leiden - Den Haag - Dordrecht
- Leiden - Alphen aan den Rijn
- Den Haag - Gouda Goverwelle
- Rotterdam - Gouda Goverwelle
- Rotterdam - Maassluis West
- Rhenen - Utrecht - Breukelen - Amsterdam
- Utrecht - Almere: niet rechtstreeks

Overig
- Utrecht Centraal - Utrecht Maliebaan: geen museumtrein

Aangepaste dienstregeling in Zuid-Nederland
Bovendien hanteerde de NS op 12 maart 2013 alleen in Zuid-Nederland een aangepaste dienstregeling. Dit impliceerde:
- Intercity’s tussen Den Haag Centraal en Venlo rijden niet tussen Den Haag Centraal en Breda en stoppen tussen Venlo en Eindhoven op alle stations.
- Tussen ’s-Hertogenbosch en Sittard rijden minder Intercity’s.
- Tussen Dordrecht en Roosendaal rijden alleen Sprinters. De intercity van Den Haag HS naar Brussel Zuid/Midi rijdt de normale dienstregeling
- Tussen Dordrecht en Breda rijdt tweemaal per uur een Sprinter.
- Reizigers van uit Zeeland met bestemming Rotterdam, Schiphol en Amsterdam kunnen omreizen via Breda en van daaruit (zonder toeslag) van de Fyra gebruikmaken.

## Zomer 2013
Op 2 augustus 2013 besloot de NS tot een aangepaste dienstregeling vanwege de aangekondigde extreme warmte. Volgens het KNMI zouden de middagtemperaturen waarden tussen de 32 en 36 graden bereiken. De gevolgen waren:
Minder Sprinters
- Breukelen-Veenendaal Centrum
- Rotterdam-Vlaardingen
- Leiden-Gouda
- Den Haag Centraal-Dordrecht
- Rotterdam-Gouda Goverwelle

Minder Intercity’s
- Amsterdam-Enkhuizen
- Rotterdam-Utrecht

## Herfst 2013

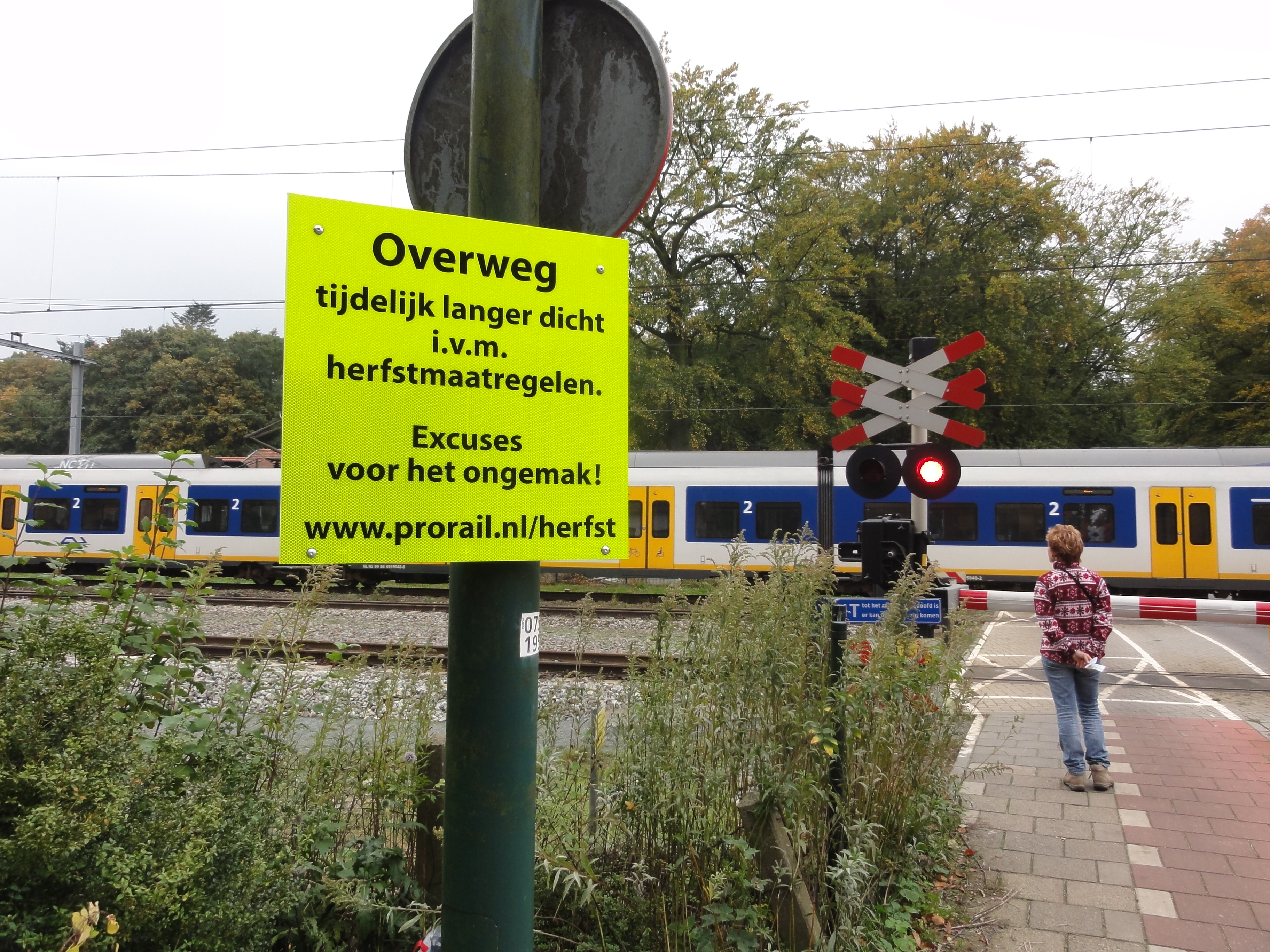
Herfstmaatregelen NS: Omdat in de herfst het spoor glad kan worden door vochtige bladeren nemen de NS en Prorail maatregelen. Die hebben ook gevolgen voor het wegverkeer. Dat moet langer wachten omdat spoorbomen dicht worden gelaten tot alle reizigers zijn in- en uitgestapt en de trein weer is vertrokken. Dit om ongelukken te voorkomen als treinen bij een station 'doorglijden' door de gladheid. Dit is de overweg bij station Baarn op 18 oktober 2013.

Op 27 oktober 2013 besloot de NS tot een landelijk aangepaste NS-dienstregeling op maandag 28 oktober vanwege een verwachte zware zuidwesterstorm. In plaats van elk kwartier reden er elk half uur treinen. De aangepaste dienstregeling was hetzelfde als bij een winterdienstregeling. Wel werden er treinen verlengd om de verloren capaciteit voor een deel te compenseren. De maatregel zou ook te maken hebben met het risico van omwaaiende bomen, omdat die nog veel bladeren hebben. Ze zouden op het spoor kunnen vallen.
Ten gevolge van de zeer zware storm ontstond op 28 oktober 2013 veel schade op het spoor: op meer dan 25 trajecten zijn omgewaaide bomen, takken en hekken op het spoor terechtgekomen. Ook zijn er op diverse plaatsen bovenleidingen gebroken. Bij Nunspeet en Hilversum botsten treinen tegen omgevallen bomen. Het gehele treinverkeer van en naar Amsterdam en in delen van Noord en Zuid-Holland moest stilgelegd worden. Ook reden er geen treinen meer van en naar Zwolle en in de provincies Groningen en Friesland.

## Winter 2013/2014
Voor de winter van 2013/2014 zijn verschillende wijzigingen en verbeteringen aangekondigd. In de Update winterrapport – stand van zaken in voorbereiding op winter 2013-2014 zijn de criteria voor toepassing van een aangepaste dienstregeling aangepast:
- Het criterium voor de eerste keer sneeuw was een verwachting op enige sneeuw en wordt een kans van 10% op 1,5 cm sneeuw of meer (het criterium is ten opzichte van 2012/2013 verlaagd, omdat gebleken zou zijn, dat de eerste ‘winterdag’ tot extra problemen kan leiden);
- Het zeswekencriterium (na zes weken zonder aangepaste dienstregeling geldt het criterium voor de eerste keer sneeuw weer) wordt afgeschaft;
- Het vorstcriterium was 10% kans en dat wordt 50% kans op 10 graden vorst of meer.

Vooralsnog blijft de korte termijn aanpak gericht op het toepassen van een aangepaste dienstregeling om bij meerdere infrastructuur- en materieelstoringen zoveel mogelijk 'in control' te blijven en de gevolgen voor de reizigers zoveel mogelijk te beperken. Pas op lange termijn zal de gewenste situatie worden bereikt: onder (vrijwel) alle omstandigheden betrouwbaar vervoer en goede reisinformatie voor de reiziger. Daarvoor is een vereiste dat het spoorsysteem minder kwetsbaar wordt onder winterse omstandigheden: winterharde infrastructuur en sneller herstel, optimaliseren winterhardheid materieel en sneller herstel, en het verbeteren van de capaciteit van de be- en bijsturing.
In de (zeer zachte) winter van 2013/2014 is slechts tweemaal (op 24 en 25 januari 2014) sprake geweest van een mogelijke aanpassing van de dienstregeling. Beide malen heeft dit niet geleid tot een daadwerkelijke beperking van de dienstregeling, hetgeen in de praktijk goed is uitgepakt.

## Winter 2014/2015
Ook de winter van 2014/2015 was relatief zacht met slechts enkele dagen sneeuw en geen vorst van betekenis. De dienstregeling werd preventief aangepast wegens verwachte sneeuw op:
- zaterdag 27 december 2014: een landelijk aangepaste dienstregeling
- zaterdag 24 januari 2015: een regionaal aangepaste dienstregeling in zuidoost Nederland
- donderdag 29 januari 2015: een landelijk aangepaste dienstregeling

In de evaluatie van het 'Programma winterweer op het spoor' over de winter 2014/2015 concludeerden de Nederlandse Spoorwegen en ProRail, dat er aanwijzingen zijn dat de genomen maatregelen effect hebben, maar dat het bewijs van de effectiviteit nog onvoldoende is en dat er ook op punten nog ruimte voor verbetering bestaat. De doelstelling voor de volgende winter bleef ongewijzigd.

## Zomer 2015
Op donderdag 2 juli 2015 reden de Nederlandse Spoorwegen vanwege de hitte op een aantal trajecten met minderde treinen. Er reden vooral minder stoptreinen (Sprinters).

## Winter 2015/2016
Overeenkomstig de 'Evaluatie winter 2014/2015' hanteerden de Nederlandse Spoorwegen en ProRail in het 'Winterweerrapport najaar 2015' als doelstelling voor de winter 2015/2016 het consolideren en perfectioneren van het bestaande pakket aan maatregelen en het meten van de effecten zodra sprake is van winters weer. Ook deze winter was opnieuw relatief zacht. De dienstregeling werd preventief aangepast op:
- 18 november 2015 tussen Zaandam en Den Helder vanwege de kans dat er bomen en takken op het spoor en de bovenleiding zouden waaien.

## Winter 2016/2017
Het principe van een preventieve aanpassing van de dienstregeling wordt gecontinueerd en toegepast op:
- 23 februari 2017 wegens storm in heel Nederland. Op de meeste plekken rijden de treinen elk half uur in plaats van elk kwartier.

## Lente 2020
Van 21 maart 2020 tot 1 juni 2020 gold er een 'basisdienstregeling' wegens de coronapandemie. Treinen reden niet vaker dan twee keer per uur.